# Handwerkskammer Berlin

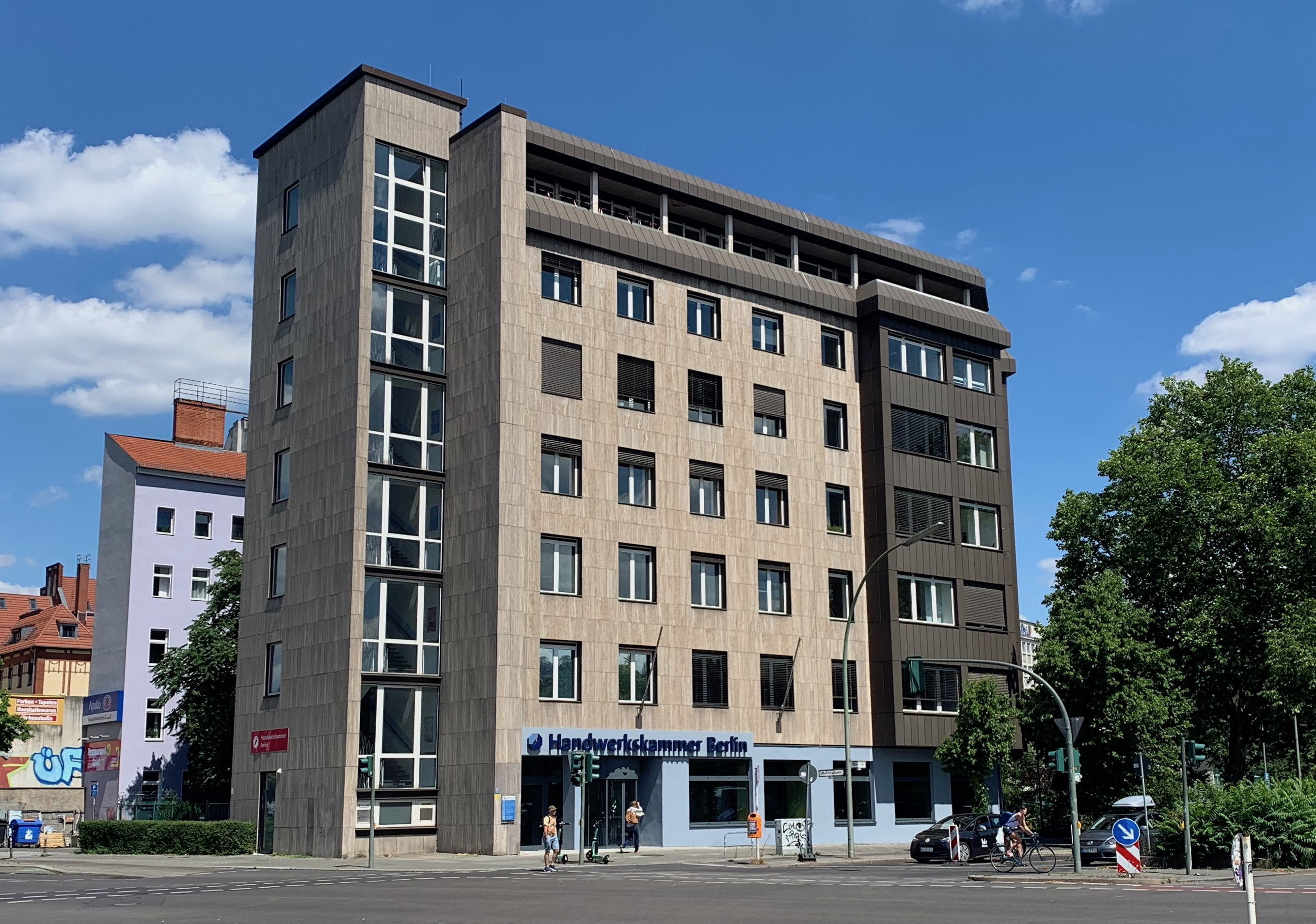
Sitz der Handwerkskammer Berlin (2022)

Die Handwerkskammer Berlin (HWKB) ist eine von 53 Handwerkskammern in Deutschland. Sie hat ihren Sitz in Berlin-Kreuzberg.
Aufgabe der Handwerkskammer ist es, die Interessen des Gesamthandwerks zu vertreten und die Belange des Handwerks im Zuge der Selbstverwaltung zu regeln.
Zur Handwerkskammer gehören die Inhaber eines Handwerksbetriebes und des handwerksähnlichen Gewerbes sowie die Gesellen, Arbeitnehmer mit abgeschlossener Berufsausbildung und die Lehrlinge. Sie vertrat im Jahr 2022 über 30.000 Betriebe. Rund 180.000 Erwerbstätige und etwa 9500 Auszubildende sind Mitglied der HWKB.

## Organisation
Die Handwerkskammer wird von der zuständigen Senatsverwaltung für Wirtschaft, Energie und Betriebe beaufsichtigt. Die Kammern fungieren als Selbstverwaltungsorgane mit allgemeiner Beitragspflicht.

## Aufgabe

### Selbstverwaltung
Die Handwerkskammer Berlin als Selbstverwaltungseinrichtung des Handwerks übernimmt zum einen hoheitliche Aufgaben in ihrem Kammerbezirk (z. B. Führung der Handwerksrolle, Regelung der Berufsausbildung, Führung der Lehrlingsrolle, Einrichten von Prüfungsausschüssen, Erlassen und Überarbeiten von Meister- und Gesellenprüfungsordnungen). Darüber hinaus übt die Handwerkskammer die Rechtsaufsicht über die Innungen aus. Sie überprüft hierzu regelmäßig die Beschlüsse und Maßnahmen der Innungen, sie entsendet turnusmäßig Beauftragte zu deren Sitzungen und steht in engem Kontakt mit den Innungs-Geschäftsstellen.

### Dienstleistungen
Vertreter der Handwerkskammer Berlin stehen mit ihrem Wissen und ihrer Erfahrung allen Mitgliedsbetrieben zur Verfügung. Das Serviceangebot bietet Beratungen unter anderem zu Sachverständigen, Existenzgründung, Nachfolge, Ausbildung, Umweltschutz, Finanzierung, Rechtsfragen, technischen und betriebswirtschaftlichen Themen sowie zu Messen und Ausstellungen. Die Beratung in Bezug auf die Ausbildung richtet sich an Betriebe, Ausbilder, Lehrlinge, Eltern, Lehrer und Schüler gleichermaßen. In zwei Bildungsstätten (BTZ, BIZWA) stehen Gesellen und Meistern sowie technischen und kaufmännischen Führungskräften Lehrgänge zur Weiterbildung und Qualifizierung zur Verfügung.

### Interessenvertretung
Die Handwerkskammer Berlin vertritt die Interessen und Belange des gesamten Berliner Handwerks gegenüber der Politik. In Arbeitsgesprächen, Kooperationen und informellen Treffen bringen Vertreter von Präsidium, Geschäftsführung und Fachabteilungen die Forderungen des Berliner Handwerks zum Ausdruck. Als Schnittstelle zwischen Wirtschaft und Senat ist die Handwerkskammer gemeinsam mit anderen Verbänden und Organisationen in zahlreichen Gremien und Projekten tätig.